# Ахаус
Ахаус (нем. Ahaus) — город в Германии, в земле Северный Рейн-Вестфалия.
Подчинён административному округу Мюнстер. Входит в состав района Боркен.  Население составляет 38952 человека (на 31 декабря 2010 года). Занимает площадь 151,22 км². Официальный код  —  05 5 54 004.
Город подразделяется на 6 городских районов: собственно Ахаус с Аммельном, Альштетте, Граэс, Оттенштайн, Вессум и Вюллен.

## История

### Ахауз в «ЭСБЕ»
В конце XIX — начале XX века на страницах Энциклопедического словаря Брокгауза и Ефрона так описывал этот населённый пункт: «Ахауз или Аахауз (Ahaus) — окружной город прусского округа Мюнстер; в А. 1737 жителей и замок князя Сальма. В окрестностях железные руды и много известковообжигательных печей. В средние века А. принадлежал богатому владетельному роду Ахаузу, а потом был заложен и уступлен Мюнстеру (1400), а с 1815 г. принадлежит Пруссии».

## Фотографии

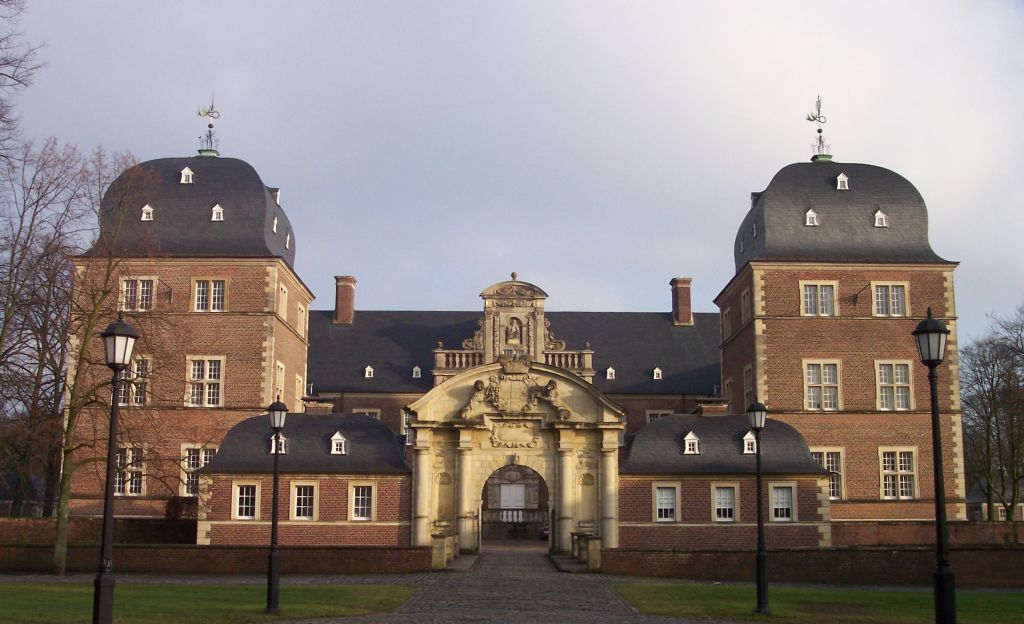
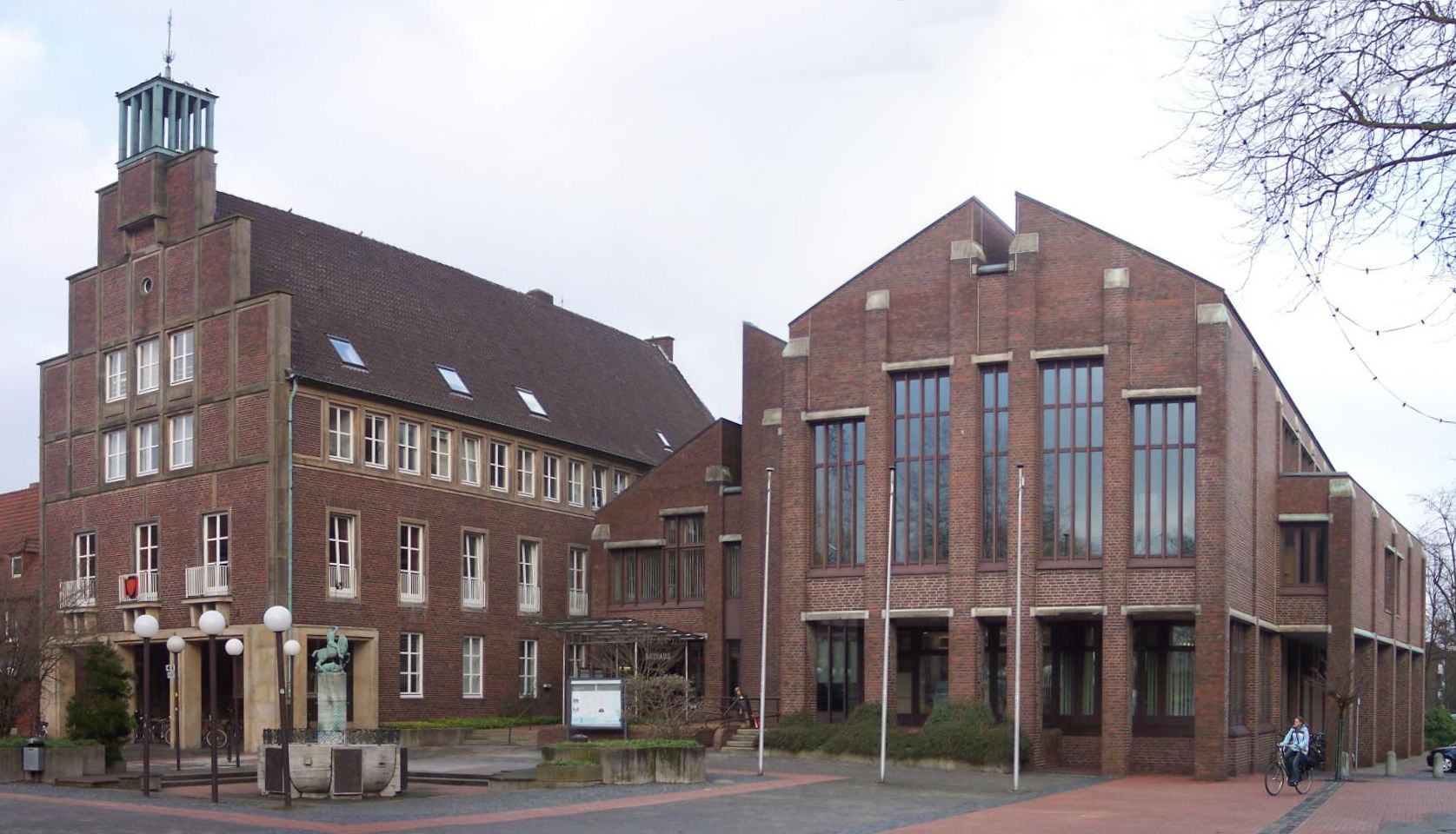
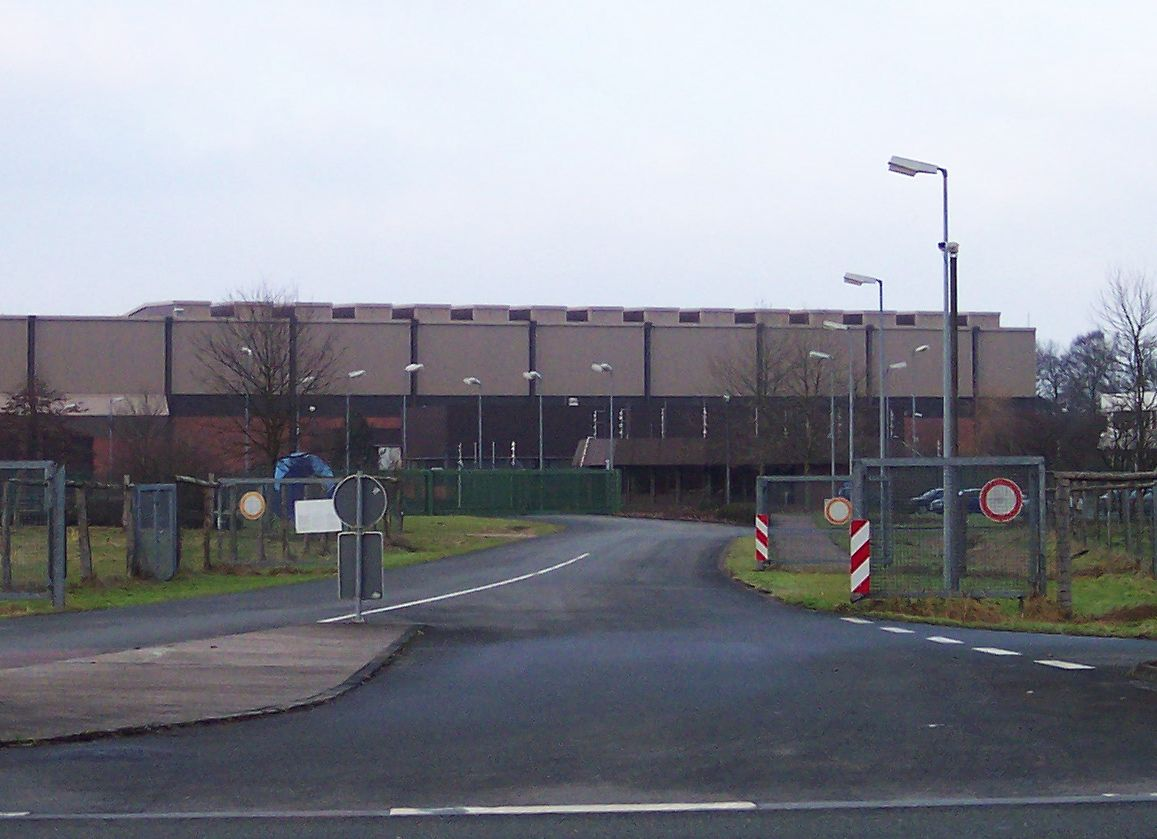